# Tour Ariane
Tour Ariane – wieżowiec w Paryżu, w dzielnicy La Défense, we Francji, o wysokości 152 m. Budynek został otwarty w 1975. Liczy 36 kondygnacji.